# Niemcowa (kolonia)
Niemcowa – kolonia w Polsce położona w województwie małopolskim, w powiecie nowosądeckim, w gminie Piwniczna-Zdrój, we wsi Młodów.
W latach 1975–1998 miejscowość administracyjnie należała do województwa nowosądeckiego.
W miarę rozwoju osadnictwa, gdy pod uprawę roli zajęto już wszystkie nadające się do tego tereny w dolinie rzek, z początkiem XIX wieku i przed II wojną światową wsie na Nowosądcczyźnie stały się już przeludnione. Ludzie stopniowo posuwali się coraz wyżej w góry, poprzez wyrąb lub wypalanie uzyskując nowe tereny pod uprawę i pasterstwo. Na Niemcowej istniało wiele gospodarstw rolniczych, których mieszkańcy żyjąc bardzo biednie, utrzymywali się z uprawy ziemi, pasterstwa i zbieractwa. Przy rozdrożu szlaków turystycznych pod szczytem Niemcowej znajdowało się najwyżej położone w Beskidzie Sądeckim gospodarstwo rolne. Po drugiej wojnie światowej, gdy pojawiły się większe możliwości zarobkowe, młodzi ludzie odpływali do miast. Po 1989 również pasterstwo stało się nieopłacalne. Wskutek trudnych warunków bytowania (w szczególności brak wody i prądu elektrycznego) w ciągu lat powojennych mieszkańcy (lub ich potomkowie) przenieśli się do nowych siedzib położonych w dolinach; proces ten dotyczy też wielu okolicznych zasiedlonych dawniej przysiółków. Opuszczone siedziby uległy dotychczas zniszczeniu np. w wyniku pożarów, m.in. spowodowanych przez nieostrożnych turystów, chroniących się w nich i rozpalających wewnątrz ogniska.